# 산타카타리나섬

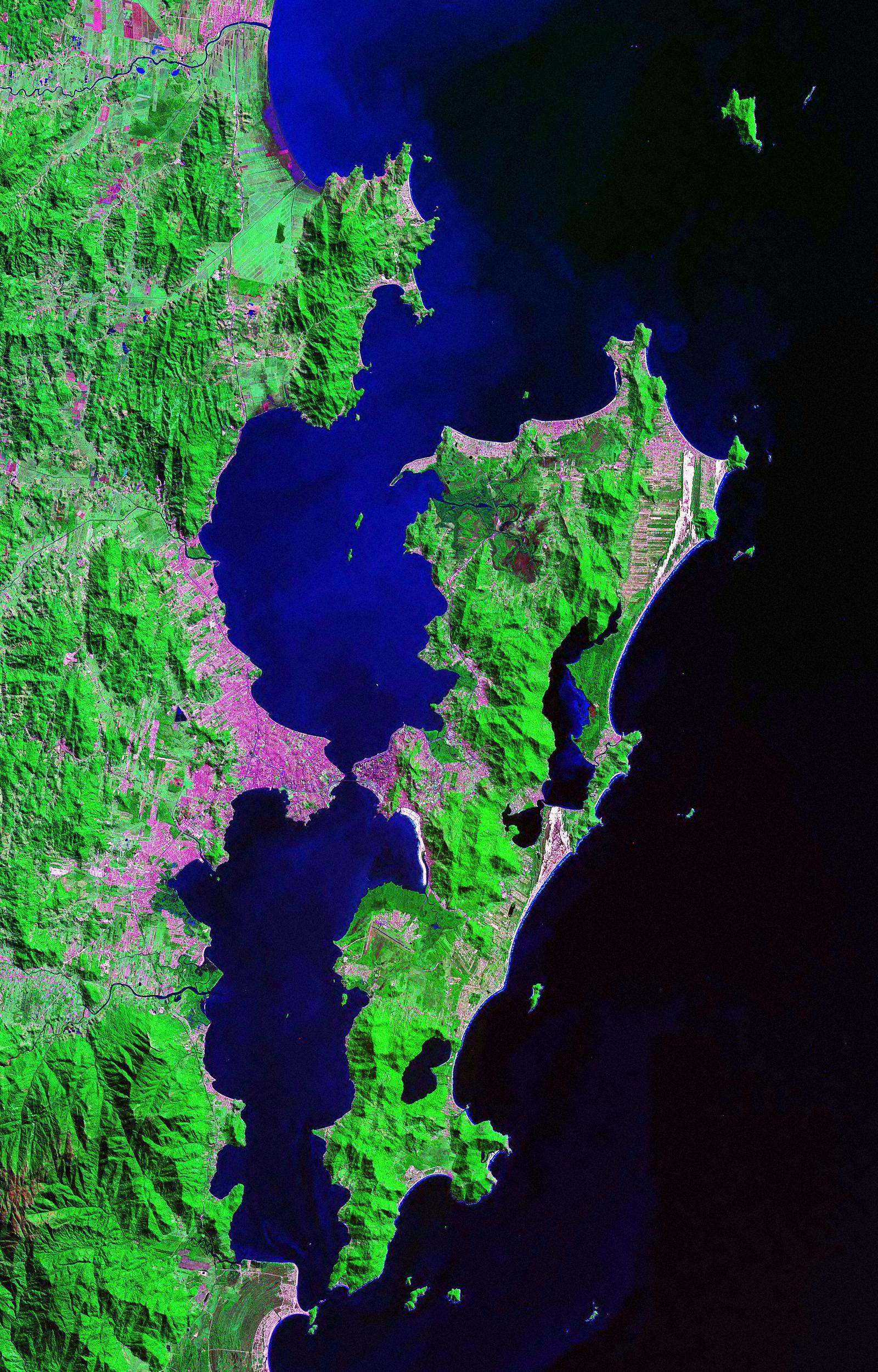

산타카타리나섬(Santa Catarina)은 브라질 산타카타리나주에 위치한 섬이다.